# Mont-Notre-Dame
Mont-Notre-Dame is een gemeente in het Franse departement Aisne (regio Hauts-de-France) en telt 633 inwoners (1999). De plaats maakt deel uit van het arrondissement Soissons.

## Geografie
De oppervlakte van Mont-Notre-Dame bedraagt 10,0 km², de bevolkingsdichtheid is 63,3 inwoners per km².
Mont-Notre-Dame is vooral bekend door de kerk, die boven op de "Mont" is gebouwd en die is toegewijd aan Maria Magdalena. De huidige kerk vervangt de grote kerk, die in 1918 door het Duitse leger in puin is geschoten. De huidige kerk, gebouwd tussen 1929 en 1934, is in art-decostijl, door sommigen verguisd, maar tegenwoordig erkend als een bijzonder bouwwerk.

## Verkeer en vervoer
In de gemeente ligt spoorwegstation Mont-Notre-Dame.

## Demografie
Onderstaande figuur toont het verloop van het inwonertal (bron: INSEE-tellingen).
Vanwege een beveiligingsprobleem met de MediaWiki Graph-software is het momenteel niet mogelijk deze grafiek weer te geven. Zodra de software is bijgewerkt zal de grafiek vanzelf weer zichtbaar worden.